# 38사기동대
《38사기동대》은 2016년 6월 17일부터 2016년 8월 6일까지 OCN에서 방영된 드라마이다.
전체적인 줄거리는 세금 징수 공무원 백성일과 사기꾼 양정도가 합심하여, 편법으로 부를 축적하고 상습적으로 탈세를 저지르는 악덕 체납자들에게 세금을 징수하는 통쾌 사기극이다.

## 등장 인물

### 주요 인물
- 마동석 : 백성일 역[2] - 서원시청 세금징수3과 과장
- 서인국 : 양정도 역 - 천재 사기꾼
- 최수영 : 천성희 역 - 세금징수 공무원

### 38사기동대
- 송옥숙 : 노방실 역 - 별명 지갑
- 허재호 : 장학주 역 - 별명 대포
- 고규필 : 정자왕 역 - 별명 키보드
- 이선빈 : 조미주 역 - 별명 꽃뱀
- 김주리 : 최지연 역 - 노방실의 딸이자 수행비서

### 서원시청
- 안내상 : 천갑수 역 - 서원시장
- 조우진 : 안태욱 역 - 세금징수국 국장
- 김병춘 : 강노승 역 - 세금징수국 징수2과 과장
- 이학주 : 안창호 역 - 세금징수국 청년 일자리 직원
- 김주헌 : 박 조사관 역 - 세금징수국 3과 조사관
- 정도원 : 김 조사관 역 - 세금징수국 3과 조사관

### 주변 인물
- 정인기 : 사재성 역 - 형사
- 이호재 : 최철우 역 - 전 우향그룹 대표
- 김홍파 : 방필규 역 - 최철우의 오른팔
- 오대환 : 마진석 역 - 악덕 고액 체납자

### 그 외
- 송영규 : 김민식 역
- 오유진 : 백아정 역 - 백성일의 딸
- 조선주 : 백성일의 아내 역
- 최찬숙 : 백성일 어머니 역
- 장명갑 : 김규식 역
- 이승형 : 백성일 역 - 세금징수국 징수1과 과장
- 조재룡 : 심용재 과장 역
- 임현성 : 방호석 역 - 방필규의 아들
- 지성근
- 김응수 : 조상진 역
- 남문철 : 양재택 역 - 양정도 아버지
- 권태원 : 노덕기 역
- 마성민 : 장학주패거리 역
- 금광산 : 장학주패거리 역
- 박대규
- 김주황
- 이선구
- 강철성
- 백승철
- 권반석
- 한호용
- 이규태
- 황태호
- 공민규
- 황상경
- 김지성 : 방미나 역 - 방필규의 딸
- 정두겸 : 진선환 경찰서장 역
- 권해성 : 최상준 역
- 박용
- 이초아 : 방호석 부인 역
- 김보배
- 박병욱
- 김기남
- 임종윤
- 이동진
- 정애화 : 양정도 모친 역
- 서민경
- 하수연
- 주영호
- 이상홍
- 김해곤
- 윤만달 : 박상호 역
- 홍대성
- 문학진 : 2과 조사관 역
- 김종두
- 김성일
- 조기태
- 박도준
- 최원용
- 추연규
- 김한규
- 정재성
- 이시유 : 최미숙 역
- 백인권
- 강인서
- 강덕중 : 교도관 역
- 오아린 : 편의점 아이 역
- 강운 : 연극배우 역
- 고연아 : 다미 역
- 장격수 : 마진철 역
- 이태규

### 특별출연
- 오만석 : 박덕배 역 - 강력반 형사. 백성일의 친구
- 이덕화 : 왕회장 역 - 상진 그룹 회장
- 조덕현 : 차명수 역 - 극진건설 대표
- 이세영
- 마동석 : 박웅철 역 - 조직 폭력배 《나쁜녀석들》

### 우정출연
- 박성웅 : 대포업자 역 - 대부업자 두목
- 김성오 : 대포업자 역

## 시청률
최저 시청률과 최고 시청률은 시청률 조사회사와 지역별로 시청률에 차이가 있을 수 있습니다.
| 2016년      | 2016년      | 2016년          | 2016년          | 2016년      |
| 회차        | 방송일자    | AGB 기존 시청률 | AGB 유료 시청률 | TNmS 시청률 |
| ----------- | ----------- | --------------- | --------------- | ----------- |
| 1화         | 6월 17일    | 1.957%          | 1.7%            | 1.0%        |
| 2화         | 6월 18일    | 1.920%          | 2.0%            | 1.4%        |
| 3화         | 6월 24일    | 2.251%          | -               | 1.9%        |
| 4화         | 6월 25일    | 3.338%          | 3.5%            | 2.9%        |
| 5화         | 7월 1일     | 1.867%          | -               | 1.9%        |
| 6화         | 7월 2일     | 3.088%          | 3.4%            | 3.2%        |
| 7화         | 7월 8일     | 3.185%          | 3.2%            | 2.9%        |
| 8화         | 7월 9일     | 4.063%          | 4.7%            | 3.3%        |
| 9화         | 7월 15일    | 3.383%          | 3.9%            | 3.3%        |
| 10화        | 7월 16일    | 3.955%          | 4.5%            | 3.9%        |
| 11화        | 7월 22일    | 3.578%          | 4.1%            | 3.4%        |
| 12화        | 7월 23일    | 4.468%          | 4.8%            | 4.4%        |
| 13화        | 7월 29일    | 3.794%          | 4.2%            | 3.8%        |
| 14화        | 7월 30일    | 4.386%          | 4.9%            | 4.8%        |
| 15화        | 8월 5일     | 4.099%          | 4.9%            | 5.0%        |
| 16화        | 8월 6일     | 4.559%          | 5.9%            | 6.7%        |
| 평균 시청률 | 평균 시청률 | 3.368%          | -               | 3.4%        |

## 참고 사항
- 마동석, 허재호, 김병춘, 권해성, 한정훈은 2014년에 방송된 OCN 토일 드라마 《나쁜 녀석들》 이후로 2년만에 재회한다.
- 마동석, 오대환은 2015년에 개봉한 영화 《베테랑》 이후로 2년만에 재회한다.
- 이덕화, 안내상은 2012년에 방송된 MBC 주말 드라마 《메이퀸》 이후로 4년만에 재회한다.